# Jeunesse Esch
Jeunesse Esch este o echipă de fotbal din orașul Esch-sur-Alzette, Luxemburg. Evoluează în Divizia Națională, dar și în Cupa Luxemburgului. Este cea mai titrată echipă din Luxemburg, având 27 de titluri.